# Mycodiplosis coimbatorensis
Mycodiplosis coimbatorensis är en tvåvingeart som först beskrevs av Agarwal 1956.  Mycodiplosis coimbatorensis ingår i släktet Mycodiplosis och familjen gallmyggor. Inga underarter finns listade i Catalogue of Life.